# Дона-Шлобиттен, Фридрих Карл Эмиль цу
Граф и бургграф Фридрих Карл Эмиль цу Дона-Шлобиттен (нем. Friedrich Karl Emil Burggraf und Graf zu Dohna-Schlobitten; 4 марта 1784, Шлобиттен — 21 февраля 1859, Берлин)  — прусский генерал-фельдмаршал. В 1853 году (при жизни фельдмаршала) его именем была названа башня в Кёнигсберге. 

## Происхождение
Из старинного аристократического рода Дона. Сын графа Фридриха Александра Дона-Шлобиттена (1741—1810) и его жены Луизы Амалии Каролины, урожденной графини Финк фон Финкенштейн (1746—1825). Отец будущего фельдмаршала был прусским гофмаршалом, рыцарем ордена иоаннитов и владетелем Шлобиттена (ныне город Слобиты в Польше). Фридрих имел нескольких братьев и сестёр, из которых Александр цу Дона (нем.) стал министром внутренних дел Пруссии.

## Военная карьера

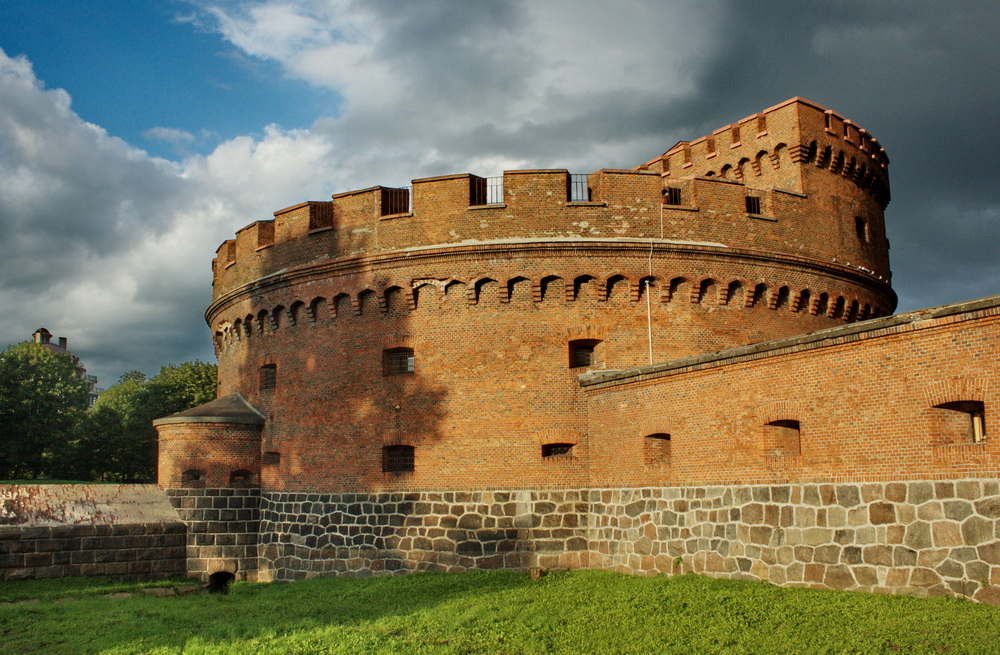
Башня Дона в Кёнигсберге (Калининграде).

Уже в 1793 году, в девятилетнем возрасте, по традиции дворян того времени, Фридрих цу Дона был записан на службу в гусарский полк, но фактически его действительная служба началась позже. В 1800 году (в 16 лет) он был вторым лейтенантом, и служил уже не в гусарах, а в драгунах. 
Во время реформ в Пруссии, вызванных поражениями в войне с наполеоновской Францией, он был адъютантом одного из ключевых организаторов реформ в армии, генерала Шарнхорста. В 1812 году Фридрих цу Дона в чине майора командовал 2-м гусарским полком Русско-германского легиона. С этим полком он сражался против французов во время войны 1813-14 годов.
После первого отречения Наполеона он вернулся на прусскую службу и 29 марта 1815 года был назначен командиром 8-го уланского полка. Во главе полка Дона в 1815 году принимал участие в боевых действиях в период Ста дней, причём за свои подвиги в сражении при Вавре был награждён Железным крестом II класса.
3 апреля 1820 года он был назначен командиром 14-й кавалерийской бригады. На этой должности 30 марта 1822 года был произведён в генерал-майоры. 
30 марта 1832 года Дона-Шлобиттен был назначен временным командиром 16-й дивизии, а два года спустя был утверждён в этой должности. В 1837 году ему было присвоено звание генерал-лейтенанта. В 1839 году он стал командующим 2-м армейским корпусом в Штеттине, а в 1842 году — командующим 1-м армейским корпусом в Кёнигсберге.
В 1848 году произведен в генералы от кавалерии. Во время революции 1848-49 годов войска под командованием цу Доны участвовали в подавлении волнений, причем решительность Доны вызвала особое удовольствие короля. 14 марта 1854 года пожилой военачальник, при выходе в отставку с военной службы, получил чин генерал-фельдмаршала и ежегодную пенсию в 3 000 талеров. Прослужив ещё несколько лет на почётной должности обер-камергера прусского двора, цу Дона скончался в 1859 году в Берлине, и был похоронен на кладбище Инвалиденфридхоф в одном склепе с Шарнхорстом, на дочери которого был женат.
В Пруссии и затем в Германской империи, начиная с 1845 года (когда Фридрих цу Дона был ещё жив) 8-й уланский полк именовался: «8-й графа цу Доны уланский полк». 
Фридрих цу Дона был награждён многими орденами, в том числе несколькими российскими, включая орден Андрея Первозванного. Из его шестерых детей Фридрих Зигмар цу Дона (нем.) стал генерал-лейтенантом.

## Награды
Королевства Пруссия:
- Орден «Pour le Mérite» (18 июля 1807); корона к ордену (13 января 1857)[4]
- Железный крест 2-го класса (1815)[5]
- Крест за выслугу лет[нем.]
- Орден Красного орла 3-го класса (1825)[6]; бант к ордену (1832)[7]
- Орден Красного орла 2-го класса с дубовыми листьями (1833)[8]; звезда к ордену с дубовыми листьями (1836)[9]
- Орден Красного орла 1-го класса с дубовыми листьями (18 января 1839)[10]
- Королевский орден Дома Гогенцоллернов, большой командорский крест (1851)
- Орден Чёрного орла (18 января 1850); введён в состав капитула ордена с вручением цепи (18 января 1853)[11]

Российской империи:
- Орден Святой Анны 2-й степени (6 января 1813)[12]
- Орден Святого Владимира 3-й степени (25 января 1817)[13]
- Золотое оружие с надписью «За храбрость» (24 сентября 1818)[14]
- Орден Белого орла (6 сентября 1843)[15]
- Орден Святого Александра Невского (31 мая 1850)[16]
- Орден Святой Анны 1-й степени (26 июня 1856)
- Орден Святого Андрея Первозванного (26 июня 1856)

Прочие:
- Орден Верности, большой крест (1856, великое герцогство Баден)[17]
- Орден Церингенского льва, большой крест (великое герцогство Баден)
- Орден Людвига, большой крест (великое герцогство Гессен)
- Орден Святого Беннета Ависского, большой крест (королевство Португалия)